# Erica brachysepala
Erica brachysepala är en ljungväxtart som beskrevs av Guthrie och Bolus. Erica brachysepala ingår i släktet klockljungssläktet, och familjen ljungväxter. Inga underarter finns listade i Catalogue of Life.